# Artiom Galimow
Artiom Albiertowicz Galimow, ros. Артём Альбертович Галимов (ur. 8 września 1999 w Samarze) – rosyjski hokeista, reprezentant Rosji narodowości tatarskiej.

## Kariera
- Ak Bars Kazań do lat 18 (2015-2017)
- Irbis Kazań (2016-2019)
- Bars Kazań (2017-2019)
- Ak Bars Kazań (2019-)

Wychowanek klubu CSK WWS Samara. Występował w zespołach z juniorskich rozgrywek i MHL oraz z seniorskich WHL i KHL, działających przy klubie Ak Bars Kazań. Od sezonu KHL (2018/2019) w składzie Ak Barsu, z którym w maju 2019 przedłużył umowę.
Uczestniczył w turnieju mistrzostw świata juniorów do lat 20 edycji 2019. W sezonie 2019/2020 zadebiutował w seniorskiej reprezentacji Rosji. 

## Sukcesy
Reprezentacyjne
- Brązowy medal mistrzostw świata juniorów do lat 20: 2019

Klubowe
- Srebrny medal mistrzostw Rosji: 2020 z Ak Barsem Kazań
- Brązowy medal mistrzostw Rosji: 2021 z Ak Barsem Kazań

Indywidualne
- MHL (2017/2018): Mecz Gwiazd MHL
- KHL (2019/2020):
  - Najlepszy pierwszoroczniak tygodnia – 23 września 2019, 7 października 2019, 25 listopada 2019
  - Najlepszy pierwszoroczniak miesiąca – październik 2019[3]
  - Drugie miejsce w klasyfikacji strzelców zwycięskich goli meczowych w sezonie zasadniczym: 8 goli[4]
  - Nagroda dla najlepszego pierwszoroczniaka sezonu KHL im. Aleksieja Czeriepanowa[5][6]
- KHL (2024/2025):
  - Najlepszy napastnik miesiąca - luty 2025[7]
  - Trzecie miejsce w klasyfikacji strzelców w sezonie zasadniczym: 35 goli
  - Drugie miejsce w klasyfikacji strzelców zwycięskich goli meczowych w sezonie zasadniczym: 9 goli
  - Piąte miejsce w klasyfikacji strzelców w sezonie zasadniczym: 59 punktów
  - Pierwsze miejsce w klasyfikacji +/- w sezonie zasadniczym: +31